# Lyckeåborg
Lyckeåborg är en bebyggelse i Augerums socken i Karlskrona kommun i Blekinge län. Lyckeåborg klassades av SCB som en egen småort till 2015 varefter den räknas som en del av tätorten Karlskrona.